# 卡特德拉爾區

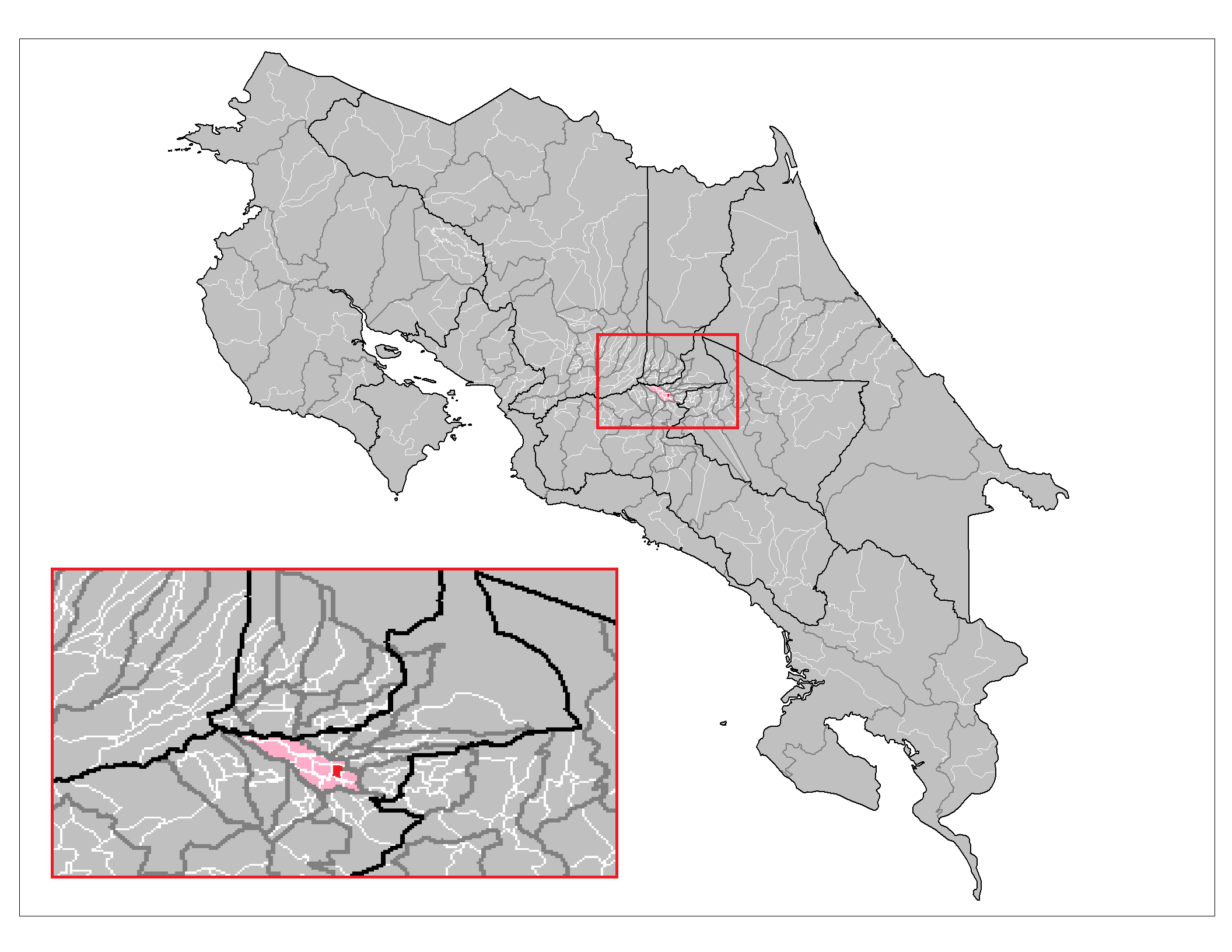

卡特德拉爾區（西班牙語：Catedral），是哥斯達黎加的一個區，位於該國中部聖何塞省，始建於1848年12月7日，面積2.31平方公里，海拔高度1,161米，2011年人口12,936，人口密度每平方公里5,600人。